# حرضة (ثمود)

'

تعديل مصدري - تعديل

حرضة هي إحدى قرى عزلة ثمود بمديرية ثمود التابعة لمحافظة حضرموت، بلغ تعداد سكانها 166 نسمة حسب تعداد اليمن لعام 2004.